# Bicker Isles
Bicker Isles eller Bickers Islands är öar i Australien. De ligger i regionen Flinders Ranges och delstaten South Australia, omkring 240 kilometer väster om delstatshuvudstaden Adelaide.
Genomsnittlig årsnederbörd är 527 millimeter. Den regnigaste månaden är juni, med i genomsnitt 104 mm nederbörd, och den torraste är oktober, med 16 mm nederbörd.